# Медисонвил (Тексас)
Медисонвил (енгл. Madisonville) град је у америчкој савезној држави Тексас. По попису становништва из 2010. у њему је живело 4.396 становника.

## Демографија
Према попису становништва из 2010. у граду је живело 4.396 становника, што је 237 (5,7%) становника више него 2000. године.
| Група             | 2000.         | 2010.         |
| Белци             | 1.970 (47,4%) | 1.667 (37,9%) |
| Афроамериканци    | 1.215 (29,2%) | 1.282 (29,2%) |
| Азијати           | 17 (0,4%)     | 27 (0,6%)     |
| Хиспаноамериканци | 925 (22,2%)   | 1.373 (31,2%) |
| Укупно            | 4.159         | 4.396         |